# Mimozotale longipennis
Mimozotale longipennis là một loài bọ cánh cứng trong họ Cerambycidae.